# Augusto Franchetti
Augusto Franchetti (Firenze, 1840 – 1905) è stato uno storico italiano.

## Biografia
La famiglia paterna, di origine mantovana e di religione ebraica, si trasferì, per svolgere la propria attività commerciale, inizialmente a Tunisi e, successivamente, in Toscana. Indirizzato dal padre verso gli studi classici, Augusto studiò, a Marsiglia, dove rimase dal 1853 fino al 1858, anno di conseguimento del diploma.
Ritornato in Toscana, dal 1858 al 1862 frequentò la facoltà di giurisprudenza a Siena (fino al 1862) e a Pisa, studiando contemporaneamente il francese e l'inglese. Trasferitosi a Pisa continuò a dedicare molto tempo ai suoi interessi classici, storico-filosofici, economici e letterari.
A Pisa, fu tra i promotori della Società operaia (1861) e delle scuole serali per gli operai.
Dopo quattro anni di tirocinio nello studio legale di Adriano Mari a Firenze, iniziò la carriera professionale.
Fu iniziato in massoneria in giovane età nella Loggia La Concordia di Firenze e rappresentò la Loggia Amicizia di Livorno all'Assemblea costituente massonica del 1864 a Firenze.
Nel 1865 sposò Eleonora Uzielli di Livorno, con la quale ebbe due figlie.

### Giornalista culturale e critico teatrale
Già dal 1861 aveva iniziato a collaborare al quotidiano fiorentino La Nazione, dove per molti anni curò la rassegna drammatica, ma dove comparvero anche suoi articoli e recensioni su argomenti di storia, diritto, letteratura, filosofia ed economia. Dal 1867 cominciò a scrivere per la Nuova Antologia, per la quale firmò di frequente recensioni teatrali.  Fu ripetutamente chiamato a far parte di commissioni di concorsi pubblici per figure professionali del mondo dello spettacolo e in giurie di premi come il Premio Adelaide Ristori.
A partire dagli anni Ottanta, si ridussero i suoi contributi su La Nazione e la Nuova Antologia, mentre si intensificarono gli interventi sul Bullettino bibliografico. Dal 1879 pubblicò nella Rassegna settimanale scritti di carattere storico-politico ispirati dalle sue idee di illuminato moderato.

### Impegno politico
Fu attivo nella vita politica fiorentina: nel 1872, entrò a far parte del Consiglio comunale e vi rimase fino all'aprile del 1878. Venne rieletto nel 1882 e continuò a far parte dell'amministrazione comunale fino al 1903, ricoprendo, per due volte, la carica di assessore alla Pubblica istruzione e per agli Affari legali.

### Membro di società scientifiche
Fu appassionato sostenitore, oltreché direttore e insegnante, della Società delle scuole del popolo di Firenze, fondata nel 1868 da Pietro Dazzi. Fu, inoltre, presidente dell'università popolare di Firenze e segretario della Società promotrice degli studi filosofici e letterari.
Nel 1872 divenne segretario del Circolo filologico di Firenze, fondato nello stesso anno a partire da incontri e riunioni di personalità di particolare prestigio intellettuale.
Fu inoltre uno dei promotori della Società italiana di educazione liberale, fondata nel 1873 da Carlo Alfieri di Sostegno, che nel 1875 istituì, a Firenze, sul modello della parigina École libre des sciences politiques, la Scuola di scienze sociali "Cesare Alfieri". Qui, nel 1884, fu chiamato ad insegnare diritto costituzionale. Nel 1887, passò alla cattedra di storia medievale e moderna, con una lezione inaugurale sui rapporti tra la Rivoluzione francese e la Repubblica napoletana del 1799. Poco dopo, conseguì la libera docenza in storia moderna presso l'Istituto di studi superiori pratici e di perfezionamento di Firenze.
Interessato al dibattito sulle teorie dell'economia politica, aderì alla Società Adam Smith, nata a Firenze nel 1874, ispirata alle dottrine del liberismo della cosiddetta scuola di Manchester. Per la sua preparazione economica, fu eletto socio dell'Accademia dei Georgofili di Firenze. In questa istituzione, dal settembre 1884 al dicembre 1890, ricoprì prima l'incarico di segretario del carteggio e in un secondo momento quello di segretario degli atti.
Fu socio e dirigente delle maggiori associazioni e sodalizi culturali fiorentini: dal 1878 fu socio corrispondente e, dal 1896, socio ordinario della Deputazione di storia patria per la Toscana; dal 1880 socio corrispondente e, quindi, dal 1882, socio urbano della Società Colombaria fiorentina; dal 1889, anno della costituzione, socio della Società dantesca italiana, di cui fu segretario sino al 1898. Fu uno dei soci incaricati di provvedere alla pubblicazione del Bullettino mensile poi curato da Michele Barbi. Alla società donò, prima di morire, la pregevole raccolta dantesca riunita dal padre e da lui accresciuta. Nel 1890 fu eletto socio dell'Accademia della Crusca; dal 1894 al 1903 fu presidente del Comitato fiorentino della Società nazionale Dante Alighieri; infine, nel luglio 1901 fu eletto socio corrispondente per le scienze morali dell'Accademia nazionale dei Lincei.

### Presidente dell'Università israelitica di Firenze
Presidente dal 1872 dell'Università israelitica di Firenze, mantenne la carica per ventisette anni. Nel 1882 inaugurò la nuova sinagoga con una cerimonia che si chiuse al grido di «Viva l'Italia» e l'augurio che l'edificio appena terminato rappresentasse «un pegno durevole di concordia e di amicizia fra il sentimento religioso e l'amor patrio, tra la fede e la civiltà». Fu uno dei più decisi promotori del trasferimento da Roma a Firenze del collegio rabbinico.
Morì a Firenze il 22 febbraio 1905.

## Produzione letteraria
Nel 1864 pubblicò a Firenze, traducendola dall'inglese, la Storia di Grecia dai tempi primitivi fino alla conquista romana. Si dedicò a tradurre in vario metro le commedie di Aristofane, che Domenico Comparetti annotò premettendovi un'introduzione.
Nel 1878 scrisse la Storia d'Italia dopo il 1789, volume de la Storia generale d'Italia, promossa dall'editore Vallardi e diretta da Pasquale Villari. Nella seconda edizione del testo confluirono le riflessioni nate a partire da una serie di articoli sulla Nuova Antologia sulla Rivoluzione francese e la coscienza politica nazionale in Italia. In questa edizione è evidente la sua adesione alla tesi delle origini rivoluzionarie del Risorgimento italiano.
Altri scritti di carattere storico e letterario comparvero ne La Cultura (dal 1882), l'Archivio storico italiano (dal 1892) e Il Marzocco (dal 1900).

## Opere
- Augusto Franchetti, Storia d'Italia dopo il 1789, in Storia generale d'Italia / scritta da una società di amici ; sotto la direzione di Pasquale Villari, vol. 6, Milano, Vallardi, 1878.
- Augusto Franchetti, Storia d'Italia dal 1789 al 1799, in Storia generale d'Italia / scritta da una società di amici ; sotto la direzione di Pasquale Villari, vol. 6, Milano, Vallardi, 18?.